# Meister Rumelant
Meister Rumelant (fl. XIII secolo) è stato un poeta e compositore tedesco (o secondo alcuni danese), minnesinger attivo intorno al 1270-1280.

## Biografia
Molto poco si sa sulla sua vita e risulta soltanto menzionato in poche pagine del Codex Manesse (414r-415r, dove è indicato come Meister Rumslant) e del Liederbuch Jenaer.
Fu il primo a menzionare i 12 'tones' (melodie standard) dei Meistersinger.
Il suo Daz Gedeones wollenvluis è un Minnelied sul soggetto dell'amore mistico (Minne) di Dio per la Vergine Maria.
Egli è anche noto per avere composto le canzoni per l'assassinio del re Erik V di Danimarca, detto anche Glipping, e per lodare il nuovo re Eric VI di Danimarca; un'altra celebre sua canzone è Got In Vier Elementen Sich Erscheynet. 